# Riomaggiore
Riomaggiore (Rimazùu trong tiếng địa phương) là một ngôi làng và comune (thị trấn) ở tỉnh La Spezia, nằm trong một thung lũng nhỏ trong vùng Liguria của Ý. Đây là lần đầu tiên của Cinque Terre một đáp ứng khi đi du lịch phía bắc từ La Spezia.
Thị trấn có niên đại từ đầu thế kỷ 13, được biết đến với nhân vật lịch sử và rượu vang của nó, được sản xuất bởi những vườn nho của thị trấn. Riomaggiore là ở vùng Riviera di Levante và có đường bờ biển trên Vịnh của Địa Trung Hải của Genoa, với một bãi biển nhỏ và bến. Đường phố chính của Riomaggiore là Via Colombo và nhiều nhà hàng, quán bar và cửa hàng có thể được tìm thấy trên đường phố này.
Via dell'Amore là một con đường kết nối Riomaggiore đến frazione Manarola của nó, cũng là một phần của Cinque Terre.
Riomaggiore là ngôi làng phía nam nhất của năm Cinque Terre, tất cả các kết nối bằng đường mòn. Các nước và sườn núi đã được tuyên bố là vườn quốc gia.
| Ameglia · Arcola · Beverino · Bolano · Bonassola · Borghetto di Vara · Brugnato · Calice al Cornoviglio · Carro · Carrodano · Castelnuovo Magra · Deiva Marina · Follo · Framura · La Spezia · Lerici · Levanto · Maissana · Monterosso al Mare · Ortonovo · Pignone · Portovenere · Riccò del Golfo di Spezia · Riomaggiore · Rocchetta di Vara · Santo Stefano di Magra · Sarzana · Sesta Godano · Varese Ligure · Vernazza · Vezzano Ligure · Zignago |